# محمد صالح الأحمر
اللواء الركن طيار محمد صالح الأحمر قائد عسكري يمني كان يتولى قيادة القوات الجوية والدفاع الجوي. محمد صالح الأحمر هو الأخ غير الشقيق للرئيس اليمني السابق علي عبد الله صالح.